# Distretto di Takaoka
Il distretto di Takaoka (高岡郡, Takaoka-gun?) è uno dei distretti della prefettura di Kōchi, in Giappone.
Attualmente fanno parte del distretto i comuni di Hidaka, Nakatosa, Ochi, Sakawa, Shimanto, Tsuno e Yusuhara.
| Controllo di autorità | VIAF (EN) 253837333 · NDL (EN, JA) 00394696 |